# Radovan Vávra
Radovan Vávra (* 27. listopadu 1963) je český investor a bývalý bankéř.

## Studium a začátek kariéry
Vystudoval Vysokou školu ekonomickou v Praze, obor ekonomika průmyslu. Od roku 1990 pracoval v různých pozicích v zahraničních firmách v České republice. Koncem 90. let byl členem představenstva Citibank, a.s., dceřiné společnosti americké Citibank. Od dubna 2000 byl generálním ředitelem a předsedou představenstva Komerční banky, po privatizaci banky byl novým vlastníkem v říjnu 2001 odvolán.

## Ředitelství Union banky a zákonné obvinění
V říjnu 2002 se stal generálním ředitelem a předsedou představenstva Union banky. Tehdejší členka dozorčí rady Union banky Hana Zelenková uvedla Vavrův příchod na pozici generálního ředitele slovy: „Přišel pan Vávra se svou skupinou v džínových bundách s Mickey Mousem na zádech. Působilo to chaotickým až anarachistickým dojmem.“ Vávra byl na pozici generálního ředitele banky zvolený, protože italské spoluvlastníky zaujaly jeho dosavadní pracovní výsledky v Komerční bance.  „Český stát žádáme, aby dořešil ozdravné procesy v malých bankách,“  oznámil Vávra na tiskové konferenci v listopadu 2002. V lednu 2003 si nechal Vávra vyplatit sám sobě jednorázovou mimořádnou odměnu, která přesahovala 810 tisíc korun. Byl odvolán v únoru 2003 poté, kdy Union banka uzavřela své pobočky a Česká národní banka zahájila s Union bankou správní řízení o odnětí bankovní licence. V březnu 2003 byla licence bance odňata, v květnu 2003 byl na banku prohlášen konkurz.
V souvislosti s krachem Union banky byl v roce 2004 spolu s dalšími manažery obviněn z porušování povinností při správě cizího majetku a porušování závazných pravidel hospodářského styku. V roce 2009 byl obžalován, jeho stíhání však bylo v roce 2010 zastaveno. V letech 2006 až 2010 byl jednatelem společnosti X-SPORT, s.r.o., na kterou byl v roce 2007 prohlášen konkurz.

## Mediální prezentace po Union bance
Je členem TOP 09 na Praze 1. V letech 2021 až 2022 byl na webu Seznam Zprávy stálým hostem podcastu Ve vatě tematicky zaměřeného na investice, inflaci, úvěry a hypotéky. Web s ním ukončil spolupráci kvůli kauze XIXOIO. Psal také pro server Neovlivní.cz.

## Kauza XIXOIO
Vávra se v únoru 2022 rozhodl získat peníze přes platformu XIXOIO pro svoji ztrátovou firmu SimpleCell Networks a.s., kterou v té době spoluvlastnil. Mělo se jedna o tokenizaci elektroměrů. Proces tokenizace byl v březnu téhož roku odložen kvůli rusko-ukrajinské válce. Vávra oznámil v květnu 2022 prodej své investiční skupiny Lucrosus Prague Holding s.r.o., která SimpleCell spouvlastnila. Tokenizace se tedy vůbec v roce 2022 nestala, samotný SimpleCell je od června 2024 v konkurzu.
V roce 2023 došlo ve společnosti XIXOIO k trestnímu stíhání dvou osob a samotné firmy. Vávra se od podezření na prvky multilevel marketingu ve firmě distancoval na svém twitterovém účtu. Důvodem podání stíhání byla možnost věřitelů investoval  do tokenu XIX u společnosti ve firemním ekosystému, tokeny ovšem nešly věřitelům vybírat zpět do jakékoliv měny. Vybrané finanční prostředky měly být dle webu Českého rozhlasu použity na provoz firmy a peněžité obohacení konkrétních osob. 
Satirický youtuber Bratříček komentoval tiskovou konferenci Vávry a představitelů XIOIO a následnou Vávrovu komunikaci na sociální síti Twitter tak, že Vávrovo přirovnání sebe sama k Marušce v autuservisu při tokenizaci vlastní firmy bylo krajně nezodpovědné. Nabádal k opatrnosti vůči Vávrovým investičním radám. Rovněž se rozhodl Vávrovu mediální image glosovat tričkem s nápisem Short everything, Radovan touched!, které několikrát nosil při vlastní talkshow.

## Osobní život
Má ženu Lucii (sňatek 2001) a syna Josefa Svatopluka. Vávra se v roce 2023 stáhl z veřejného života po kauze XIXOIO.